# تپه قلاع
تپه قلاع مربوط به دوره ساسانیان - دوران‌های تاریخی پس از اسلام است و در شهرستان ایوان، غرب جاده ایوان به خوران، شرق شهرک فرهنگیان واقع شده و این اثر در تاریخ ۹ اردیبهشت ۱۳۸۲ با شمارهٔ ثبت ۸۴۵۴ به‌عنوان یکی از آثار ملی ایران به ثبت رسیده است.